# Aviação
Aviação é a atividade científico-tecnológica, econômica e de transportes que tem por objetivo o estudo, o desenvolvimento e a exploração (utilização, com ou sem fins comerciais) dos aeródinos. É comum as pessoas incorretamente associarem "aviação" como sinônimo de aeronáutica, embora na realidade a aviação seja apenas um dos dois ramos da aeronáutica, sendo o outro ramo a aerostação. Isso porque o termo aeronáutica significa "navegação aérea". O termo aviação significa "navegação aérea em veículo mais pesado que o ar" (navegação em aeródinos). Já aerostação significa "navegação aérea em veículo mais leve que o ar" (navegação em aeróstatos).
Atualmente, ainda não há uma profissão em seu significado pleno voltada a professar aviação no Brasil. No Brasil, entretanto, há um projeto de lei federal apresentado pelo deputado federal Caio Narcio, que busca oficializar a profissão de aviador(a).
Atualmente, a aviação pode ser considerada uma indústria global que pertence e é operada largamente pelas empresas do setor. Essa indústria é uma verdadeira rede que congrega atividades tais como engenharia de design, manufatura, vendas, operações de linhas aéreas, serviços aos clientes, manutenção, finanças, leasing, seguros, publicidade, propaganda, mídia etc. Também está presente uma forte componente legal, que inclui legislação e regulamentos nacionais que se interconectam a tratados internacionais, e tudo em um contínuo processo de revisão e atualização à medida que essa indústria continua crescendo e apresentando cada vez mais e maiores demandas.

## Etimologia
A palavra "aviação" foi cunhada em 1873 pelo escritor e reformado oficial naval francês Gabriel La Landelle (1812-1886), a partir da união do substantivo latino avis ("ave") com o sufixo -ation.

## História

### Antecedentes
As primeiras lendas do voo humano foram o mito grego de Ícaro e os mitos persas de Jã e do Xá Caicaus. Posteriormente, aparecem reivindicações um pouco mais credíveis de voos humanos de curta distância, como o autômato voador de Arquitas de Tarento (428-347 a.C.), os voos alados de Abas ibne Firnas (810 a 887) em Alandalus e de Eilmer de Malmesbury na Inglaterra do século XI, além da passarola do luso-brasileiro Bartolomeu de Gusmão (1685-1724).

### Primeiras máquinas voadoras
Quanto à invenção de um aparelho mais pesado que o ar, há controvérsias sobre o verdadeiro inventor. Vários creditam os Irmãos Wright, que alegam haver realizado o primeiro voo em 17 de dezembro de 1903, porém na ausência de testemunhas credíveis e da mídia e usando a ajuda de uma catapulta. Antes disso porém, em 9 de outubro de 1890, o engenheiro francês Clément Ader alegou ter percorrido 50 metros a uma altura de 20 centímetros em sua aeronave a vapor chamada "Ader Éole", mas seu voo também não teve testemunhas.
Em 23 de outubro de 1906, Alberto Santos-Dumont realizou o voo em um aparelho mais pesado que o ar, na presença de várias testemunhas e membros da mídia que registrassem o feito, bem como utilizando um veículo que voasse sem ajuda de equipamentos de solo (ou seja, por si mesmo). Os irmãos Wright chamaram duas vezes jornalistas para presenciar seu feito, antes de Dumont realizar seu voo, porém, as duas vezes foram fracassadas sendo somente presenciada por um jornalista que morava na cidade e registrado num jornal da época. O primeiro voo confirmado na presença da media dos Wright foi realizado em 1908.

### Uso civil
Aeronaves começaram a transportar passageiros e cargas quando os projetos aumentaram e ficaram mais confiáveis. Em contraste com pequenos balões, gigantes aeronaves fizeram transporte de passageiros e cargas percorrendo grandes distâncias. O melhor exemplo de aeronaves deste tipo foram os dirigíveis fabricados pela companhia alemã Luftschiffbau-Zeppelin GmbH. O mais bem sucedido dirigível Zeppelin foi o Graf Zeppelin. Voou sobre um milhão de milhas (1 650 000 km, aproximadamente) incluindo um voo de volta ao mundo em agosto de 1929. Todavia, o domínio dos Zeppelins sobre os aviões neste período, que teve uma faixa de poucas centenas de milhas, foi diminuindo, uma vez que o "design" dos aviões eram mais avançados. O dirigível Norge, foi a primeira aeronave a sobrevoar o Polo Norte em 12 de maio de 1926. A "Idade do Ouro" dos dirigíveis acabou em 1937, quando do desastre do Hindenburg este pegou fogo matando 36 pessoas. Apesar de tudo, houve iniciativas periódicas para retomar o uso deles.
Um grande progresso foi feito no campo da aviação nas décadas de 1920 e 1930, como o voo transatlântico de Charles Lindbergh, em 1927, e o voo transpacífico de Charles Kingsford Smith no ano seguinte (1928). Richard Byrd tornou-se o primeiro piloto a pousar com um avião na Antártida continental durante uma expedição realizada entre 1928-1930 (ver: aviação polar). Um dos mais bem sucedidos projetos daquele tempo foi o Douglas DC-3 que veio a ser a primeira aeronave de uso de uma companhia aérea, que foi rentável para o transporte de passageiros, começando assim, a era moderna de aeronaves de transporte de passageiros. Com o início da Segunda Guerra Mundial, muitas cidades construíram aeroportos, e houve muitos pilotos profissionais disponíveis. A guerra trouxe inúmeras inovações para a aviação, incluindo o primeiro jato e foguetes de combustível líquido (ver: História dos foguetes).
Depois da Segunda Guerra Mundial, especialmente na América do Norte, houve um boom na aviação geral, tal como milhares de pilotos que foram desligados do serviço militar e aeronaves mais baratas estavam disponíveis. Fabricantes como Cessna, Piper Aircraft e Beechcraft expandiram a produção para fornecer aeronaves pequenas para um novo mercado de classe média.
A partir dos anos 1950, o desenvolvimento de jatos civis cresceu, começando com o de Havilland Comet, embora o primeiro jato de grande uso para transporte de passageiros foi o Boeing 707, porque era muito mais econômico do que os outros aviões da época. Na mesma época, a propulsão turboprop começaram a aparecer para aeronaves menores, fazendo ser possível servir rotas menores em um amplo leque de condições climáticas.
Yuri Gagarin foi o primeiro humano a viajar para o espaço em 12 de abril de 1961, e Neil Armstrong foi o primeiro humano a pisar na lua em 21 de julho de 1969. Desde os anos 1960, motores mais eficientes feitos de células compostas e silenciosos, ficaram disponíveis, e o Concorde prestou serviço de transporte de passageiros supersônico durante uma faixa de tempo, porém, as mais novas e importantes inovações tiveram lugar na instrumentação e controle. A chegada de instrumentos eletrônicos em estado sólido, o Global Positioning System, comunicações por satélite, e cada vez menores e mais poderosos computadores e o LED, mudaram significativamente os cockpits das grandes aeronaves e, cada vez mais, de pequenos aviões. Os pilotos podem navegar com muito mais precisão e ainda visualizar o terreno, obstruções, e outras aeronaves próximas num mapa ou através da visão sintética, mesmo à noite ou com baixa visibilidade.
Em 21 de junho de 2004, a SpaceShipOne veio a ser a primeira aeronave privada financiada a fazer um voo espacial, abrindo a possibilidade de mercado de aviação fora da atmosfera terrestre (ver: Corrida espacial dos bilionários). Entretanto, protótipos voadores movidos a combustíveis alternativos, como o etanol, eletricidade, ou ainda energia solar, estão ficando mais comuns. Contudo, até o momento, o uso de combustíveis alternativos na aviação têm se mostrado inviável.

## Aviação civil

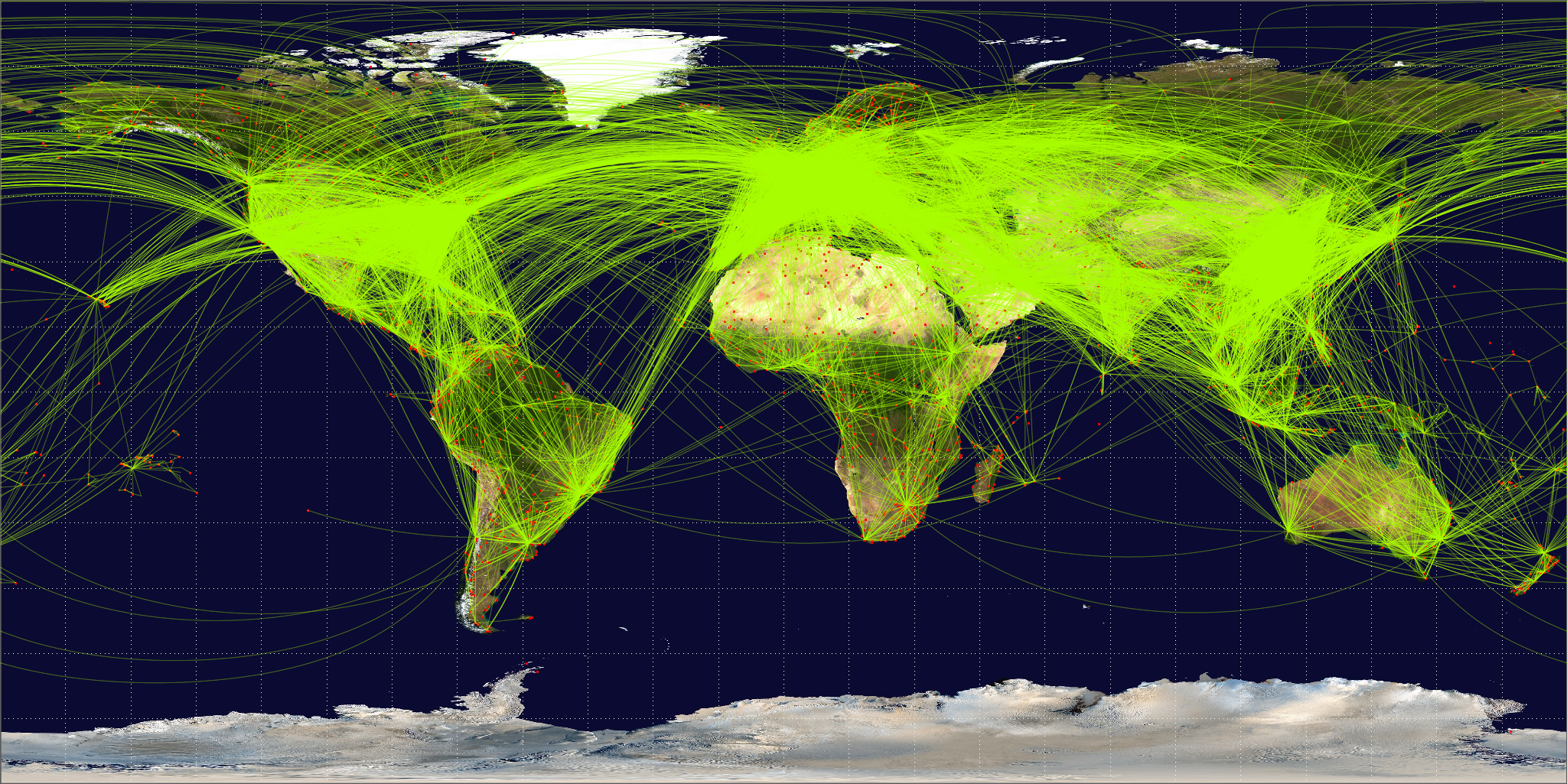
Mapa das rotas aéreas comerciais de todo o mundo em outubro de 2024.

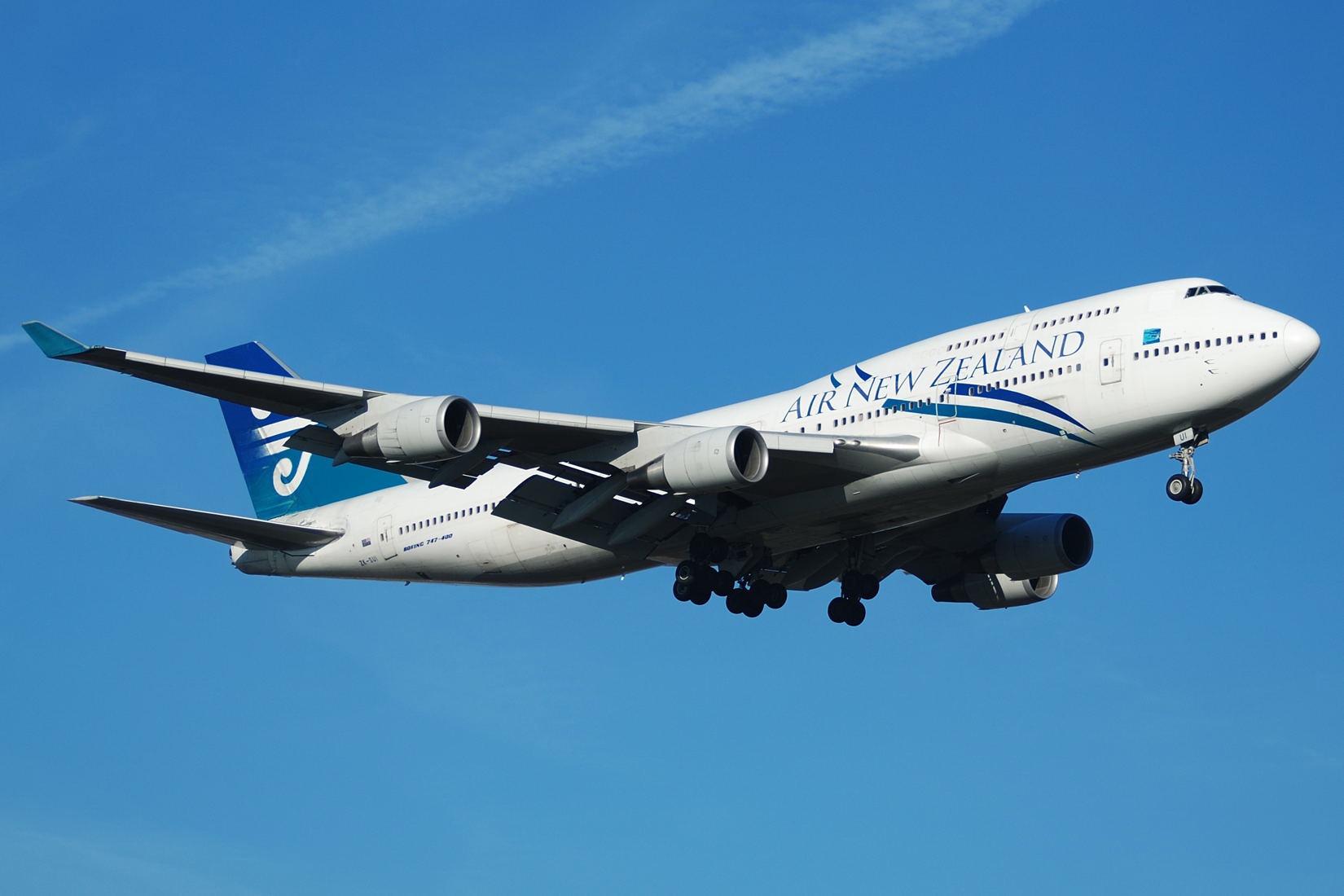
Um Boeing 747, um dos aviões mais icônicos da história da aviação.

A aviação civil inclui todos os tipos de aviação não-militares, tais como aviação geral e transporte aéreo civil de passageiros.

### Transporte aéreos
Estes são os maiores fabricantes de aeronaves civis (em ordem alfabética):
- Airbus, sediada na França
- Boeing, sediada nos Estados Unidos
- Bombardier, sediada no Canadá
- Embraer, sediada no Brasil
- Tupolev, sediada na Rússia (brevemente irá se unir à United Aircraft Building Corporation)

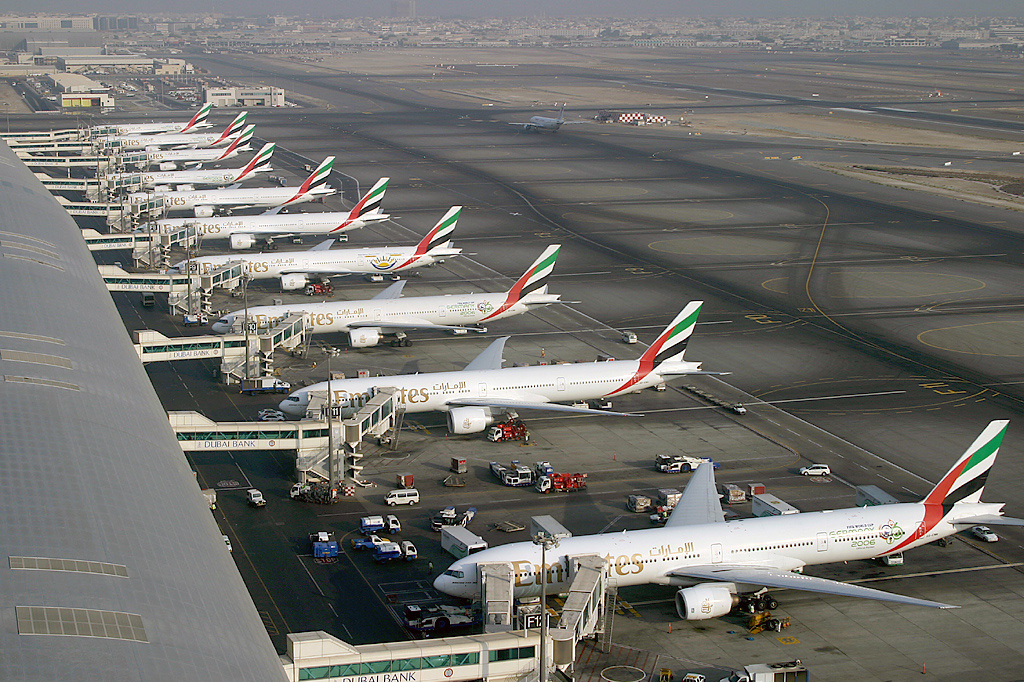
Vários Boeing 777 da Emirates Airlines no Aeroporto Internacional de Dubai.

A Boeing, a Airbus, e a Tupolev concentram sua produção em jatos wide body e os jatos Narrow body, chamados de airliners, enquanto a Bombardier e a Embraer concentram sua maior parte da produção em ERJs (jatos regionais). Grandes redes especializadas em partes de aeronaves em todo o mundo dão suporte a estes fabricantes, que por vezes apenas fornecem o desenho de montagem inicial e de montagem final em suas próprias fábricas. A chinesa ACAC também entrará no ramo de aviação civil com seu jato regional ACAC ARJ21.
Até os anos 1970, a maioria das maiores companhias aéreas eram estatais, administradas pelo governo do país e muito protegidas de concorrência. Desde então, acordos de "céu aberto" resultaram num aumento da concorrência e de escolha para os consumidores, conjugada à queda dos preços de passagens aéreas. A combinação de combustível caro, tarifas baixas, altos salários, e crises como os ataques de 11 de Setembro e a SARS conduziram as companhias aéreas mais antigas a serem compradas pelo governo, falência ou fusão com outras companhias aéreas, como foi o caso da VARIG, que se fundiu com a GOL no Brasil. Ao mesmo tempo, companhias aéreas de baixo custo como a Ryanair e a Southwest prosperaram.

### Aviação geral

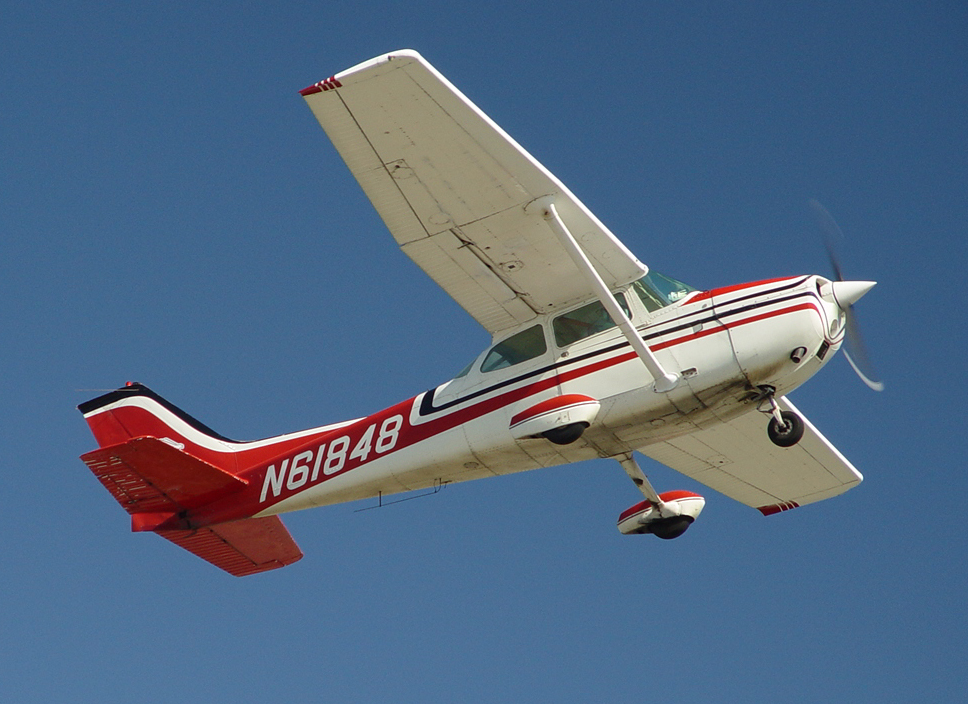
Cessna 172, a aeronave mais produzida da história.

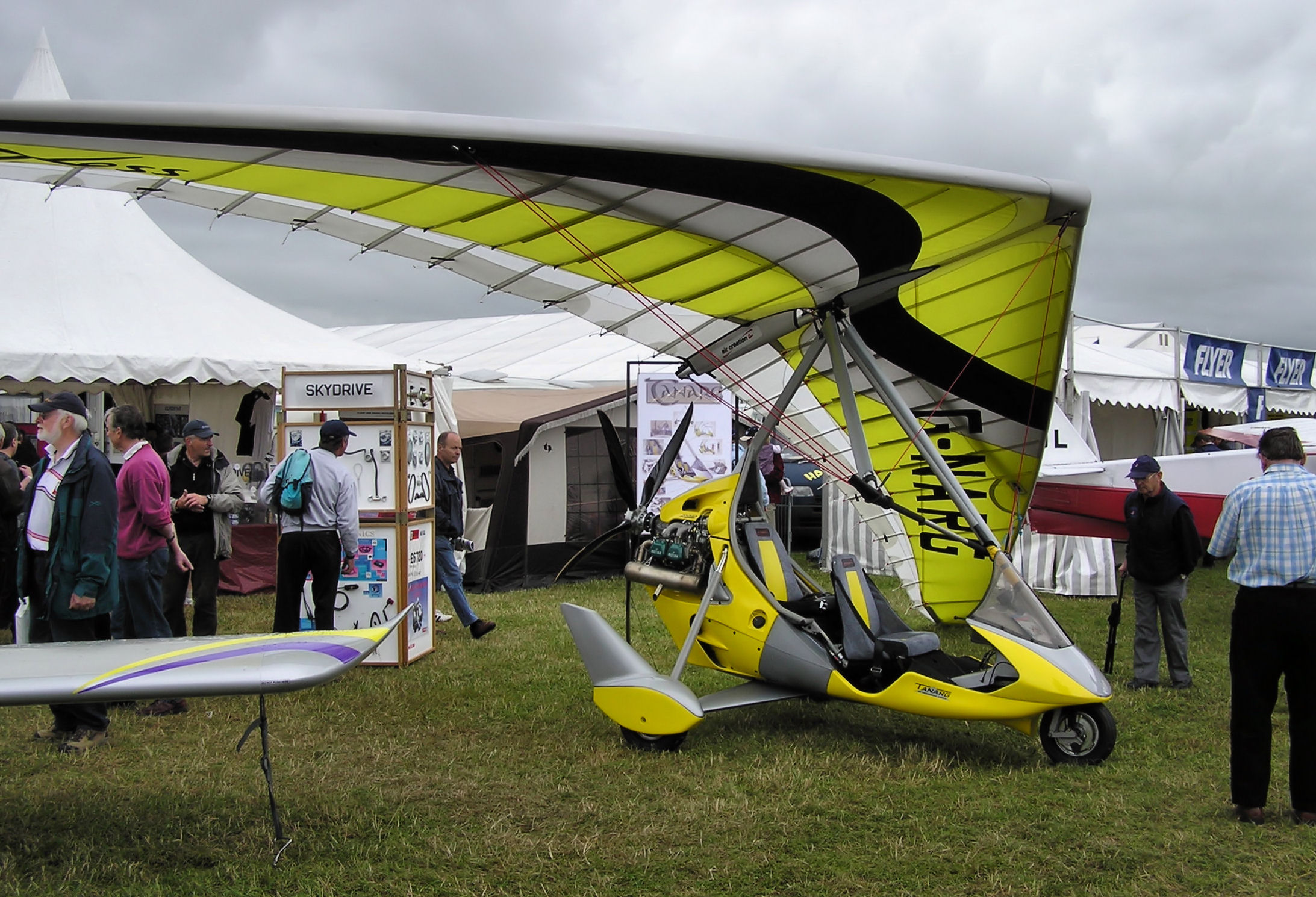
A weight-shift ultra-leve, a Air Creation Tanarg.

A aviação geral inclui a parte da aviação civil que não é composta de companhias aéreas, bem como a aviação privada e comercial. A Aviação Geral pode também incluir a aviação executiva, voos charter, aviação privada, treinamento de voo, balonismo, paraquedismo, voo a vela, asa-delta, fotografia aérea, UTI aérea, Helicópteros de redes de TV, patrulhas aéreas e combate ao fogo florestal.
Cada país regulamenta de forma diferente a aviação, mas a aviação geral, geralmente, se enquadra em regulamentos diferentes dependendo do que se trate, se é privado ou comercial e sobre o tipo de equipamento usado. Apesar de alguma autonomia, os países signatários da Convenção de Chicago adotam normas internacionais.
Muitos fabricantes de aeronaves pequenas, incluindo Cessna, Piper Aircraft, Diamond, Mooney, Cirrus, Raytheon e outras servem o mercado de aviação geral, com foco na aviação privada e treinamento de voo.
Os mais recentes desenvolvimentos importantes par aeronaves de pequeno porte (que são maioria na aviação geral) foram a introdução de técnicas avançadas, aviônica (incluindo o GPS) que foram cada vez mais achados somente em grandes aeronaves, e a introdução de material composto para fazer das aeronaves pequenas leves e velozes. O Ultra-leve vem também sendo cada vez mais popular para uso recreativo, uma vez que na maior parte dos países que permitem aviação privada, eles são muito mais baratos e menos fortemente regulamentados que aeronaves não-regulamentadas.

## Aviação militar
Simples balões foram usados como aeronaves de reconhecimento aéreo por muitos exércitos antes do século XVIII. Essas divisões de vigilância feita em balões eram as precursoras das forças aéreas, que surgiriam no século XX, com a invenção do avião. Por meio dos anos, aeronaves militares foram construídas para atender maiores capacidades. Fabricantes de aeronaves militares disputam contratos com governos de vários países para ficar responsável pela produção de aeronaves militares do país. As aeronaves são escolhidas com base em fatores como preço, performance, e o tempo que irá demorar para a aeronave ser construída.

## Impacto ambiental
Assim como todas as atividades envolvendo combustão, operando com aeronaves movidas a combustível (desde Balões de ar Quente, até jatos comerciais) emitem gases poluentes como dióxido de carbono (CO2), e outros poluentes na atmosfera.
Segundo estimativas da Comissão Europeia, as emissões globais da aviação internacional em 2020 poderão ser 70% superiores às de 2005. Em 2050 as emissões serão de 300 a 700% maiores que 2020, segundo projeções da ICAO.
Aeronaves que operam perto da tropopausa (principalmente os grandes jatos) emitem aerossol e deixam rastros chamados de trilhas de condensação, que contribuem para a formação do cirro — que vem crescendo numa faixa de 0,2% desde a invenção da aviação.
O uso de biocombustíveis e hidrogênio apresenta-se como possível solução para a redução de emissões. A propulsão aeronáutica elétrica, fazendo uso de motores elétricos acionados por baterias ou células de combustível, etc. também surge como possível solução para tais questões. Nas primeiras décadas do século XXI a indústria aeronáutica vem desenvolvendo o avião elétrico e a aeronave híbrida elétrica. As aeronaves com motorização híbrida combinam motor de combustão interna com motor elétrico reduzindo a poluição sonora, atmosférica e custos, com aumento da eficiência a da autonomia.

## Ramos da aviação
- Aviação civil
- Aviação desportiva
- Aviação militar
- Aviação regular
- Aviação não-regular
- Aviação comercial
- Aviação geral
- Aviação agrícola